# Mateo Gutiérrez
Mateo Gutiérrez Elorza (Burgos, 3 de enero de 1941-Zaragoza, 9 de septiembre de 2023) fue un geomorfólogo, investigador y profesor universitario español.

## Trayectoria
Durante su carrera exploró varios temas como sistemas kársticos, geomorfología periglaciar, neotectónica, geoarqueología, la erosión en cárcavas, la respuesta geomorfológica a eventos de lluvia extremos y relación de la geomorfología y los ciclos climáticos del Holoceno. También produjo y editó varios libros sobre geomorfología en castellano. Entre sus publicaciones destaca Geomorfología en España (1994) y Geomorfología climática (2001), siendo esta última una "obra bien acogida en los países de habla hispana, también traducida al inglés". Su libro Geomorfología de 2008 ha sido descrito como "indispensable para especialistas en geomorfología" y un futuro "clásico" de la geomorfología.
Entre 1987 y 1990 fue presidente de la Sociedad Española de Geomorfología.

## Reconocimientos y distinciones
- Desde 1998 y hasta 2019 fue miembro de la Real Academia de Ciencias de Zaragoza (Medalla núm. 8).[5]
- Fue considerado internacionalmente como un líder y persona crucial[6] en el desarrollo de la geomorfología en España.[7] Gutiérrez ha sido reconocido internacionalmente por su esfuerzos de conciliar las disciplinas de la geomorfología y la geografía.[6] La conferencia científica Geomorphological Research in Spain de 2011 fue inaugurada con una charla sobre las contribuciones de Mateo Gutiérrez.[3]
- En 2011 fue distinguido con un nombramiento de profesor emérito en la Universidad de Zaragoza.[3]
- En 2013 fue nombrado miembro correspondiente de la Real Academia de Ciencias Exactas, Físicas y Naturales cuya membresía mantuvo hasta su fallecimiento en 2023.[4]

## Publicaciones destacadas
En la reseña sobre Gutiérrez Elorza de la Real Academia de Ciencias Exactas, Físicas y Naturales de España se destacan los siguientes libros:
- Gutiérrez-Elorza, M. (Ed.) (1994) Geomorfología de España. Ed. Rueda. Madrid, 526 págs. ISBN 978-84-7207-075-2
- Gutiérrez-Elorza, M. (2001) Geomorfología Climática. Ed. Omega. Barcelona, 642 págs. ISBN 978-84-282-1209-0
- Gutiérrez, M. (2005) Climatic Geomorphology. Elsevier. Ámsterdam, 752 págs. ISBN 978-0-444-52128-6
- Gutiérrez-Elorza, M. (2008) Geomorfología. Pearson Prentice Hall. Madrid, 898 págs. ISBN 978-84-8322-389-5
- Gutiérrez, Mateo (2011) Geomorphology. CRC Press/Balkema. Londres. 1017 págs. ISBN 978-0-203-09331-3